# Amyna selenampha
Amyna selenampha là một loài bướm đêm trong họ Noctuidae.